# Juan Fernando Velasco
Juan Fernando Velasco Torres (Quito, 17 de enero de 1972) es un músico, compositor, cantante, productor y expolítico ecuatoriano. Ganador de un Emmy y dos veces nominado a los Latin Grammys. Fue ministro de Cultura y Patrimonio del Ecuador en el gobierno de Lenín Moreno.

## Biografía
Juan Fernando Velasco nació el 17 de enero de 1972 en Quito. Inició su carrera artística en 1987, a los 15 años, cuando uno de sus compañeros del colegio, Felipe Jácome, le propuso ser parte de una banda de rock que había creado junto con sus hermanos: TercerMundo. Comenzó como tecladista del grupo y posteriormente pasó a la guitarra.
Al terminar el colegio se decidió por estudiar economía, carrera que cursó durante cuatro semestres en la Pontificia Universidad Católica del Ecuador.
En 1990, su familia fue a vivir a Nueva York. Juan Fernando decidió estudiar comunicación, cursó dos semestres en Manhattanville College. En 1993 nació su hija, Camila. A fines de ese año decidió regresar a Quito, dispuesto a retomar la música y la banda.
En 1997, dejó la banda y comenzó a componer sus propias canciones. Algunas de ellas se convirtieron en hits y empezaron a sonar en las radios del Ecuador.

### Solista
Después de 10 años de giras por todo el Ecuador junto a TercerMundo, decidió empezar de nuevo y emprender una carrera como solista a fines de 1997.
Su primer álbum como solista,Para que no me olvides, se lanzó en 1999. Con este disco clasificó al Cuadragésimo Festival de Viña del Mar (1999). Fue gracias a la canción que le dio nombre a este álbum y la cual tuvo gran acogida en su país, logrando Disco de oro por ventas en el Ecuador y en Colombia, y situándose entre los primeros lugares de popularidad.
En 2002 publicó su segundo álbum,Tanto Amor, revelándose como un músico y productor creativo, con propuestas musicales innovadoras. 'Chao Lola', 'Dicen' , 'Hoy que no estás' , 'Si alguna vez te amé' y 'Salud' se ubicaron en los primeros lugares en las listas de popularidad en los países en los que se publicó este segundo disco (Ecuador, Colombia, Panamá, Guatemala y Costa Rica), logrando nuevamente Disco de Platino en Colombia y en el Ecuador.
En 2003 participó en la segunda edición del festival Todas las Voces Todas, realizado en Quito y organizado por la Fundación Guayasamín, con el fin de recaudar fondos para la construcción de La Capilla del Hombre, obra del pintor ecuatoriano Oswaldo Guayasamín.
En febrero de 2004 hizo su primera presentación masiva y en solitario en Quito, con gran éxito. Fue el primer artista ecuatoriano en llenar el Coliseo General Rumiñahui durante un show exclusivo. Más de 16.000 personas disfrutaron de su música. Este éxito lo repetiría una semana más tarde en Guayaquil y en Cuenca, ciudades en las que continuó la gira nacional de 2004.
En 2006 se presentó junto con Franco de Vita en el Madison Square Garden de Nueva York. En diciembre de ese mismo año reunió a más de 30.000 personas en un show realizado como parte de las fiestas de Quito en el Parque La Carolina.

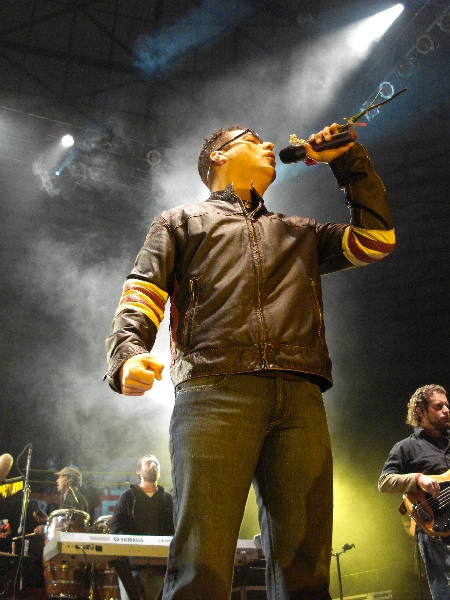
Juan Fernando Velasco en concierto, 2007.

En 2007 sacó el tercer álbum: A tu lado; ese año se trasladó a vivir temporalmente en Miami, desde donde organizó una extensa gira promocional por México y Estados Unidos. “A tu lado” fue el primer paso para el crecimiento en esos países. Fue nominado al Premio Grammy Latino y a los Premios MTV Latinoamérica. 
En 2008 se hizo en Quito la presentación oficial de la Fundación Yo Nací Aquí, de la cual fue idealizador. Ese mismo año, hizo dos giras artísticas en Colombia (septiembre-octubre), y en Ecuador (octubre-noviembre), además de presentaciones en Washington y en Miami. Posteriormente fue invitado por Juanes a ser parte del concierto "Paz sin fronteras", junto a Miguel Bosé, Juan Luis Guerra, Ricardo Montaner, Alejandro Sanz y Carlos Vives. El concierto se hizo el 16 de marzo del 2008 en el puente Simón Bolívar, en Cúcuta, en la frontera entre Colombia y Venezuela.
A inicios de 2011 comenzó a trabajar en su nuevo disco en México con los cantantes Reyli y Noel Schajris; La producción llevó el nombre A contratiempo. Hizo conciertos en México fuera de gira. Participó en teletones de Ecuador y Colombia. En 2012 se hizo el lanzamiento multiplatino de Con Toda el Alma, disco que vendió cientos de miles de copias.
En junio de 2015 lanzó "Misquilla", una recopilación de canciones ecuatorianas con sonidos sinfónicos y voces de artistas extranjeros. El disco revive tradicionales pasillos como ‘Lamparilla’, ‘Esta pena mía’, ‘Invernal’, ‘Tejedora manabita’, los cuales fueron grabados con instrumentos de cuerda. Velasco se propuso rescatar los tradicionales pasillos ecuatorianos y con esa convicción se dedicó a producir el disco y a grabarlo. El primer promocional, ‘Tarde o temprano’, escrito por Christian Mejía (La Grupa), fue grabado a dúo con el colombiano Andrés Cepeda. Los arreglos se hicieron en Capital Studios, en Los Ángeles. En las otras canciones participan artistas como José Luis Rodríguez ‘El Puma’, el puertorriqueño Gilberto Santa Rosa, la española India Martínez y el mexicano Samo.

### Reconocimientos
La edición de agosto de 2008 de la revista estadounidense Latina Magazine eligió a Juan Fernando como el mejor cantautor de su país y como uno de los mejores exponentes musicales de habla hispana en ese momento. "Juan Fernando es un gran compositor. Está muy comprometido con su música, su país y su región", dijo Juanes, entrevistado por la revista.
En septiembre de 2010 fue nominado al Grammy Latino en la categoría Mejor Álbum Folklórico por su disco Con toda el alma.
Además de sus logros profesionales, su lado humano y su compromiso social han sido reconocidos con diferentes condecoraciones y designaciones, las dos más importantes: la Orden Vicente Rocafuerte (2004), máximo reconocimiento del Congreso Nacional del Ecuador al Mérito Artístico, y la designación como Embajador de la Paz (2004) por parte de la Plataforma Interamericana de Derechos Humanos.

### Trayectoria política
El 28 de junio de 2019 asumió el cargo de Ministro de Cultura y Patrimonio, designado por el presidente Lenín Moreno. En agosto de 2020 fue designado precandidato a la Presidencia de la República en binomio con Ana María Pesantes, representando al Movimiento Construye Ecuador (antes Ruptura 25) para las elecciones presidenciales de 2021.
El 28 de septiembre de 2020, a través de su cuenta oficial de Twitter, anunció su renuncia al Ministerio de Cultura y Patrimonio para continuar con su campaña presidencial.
El 13 de octubre de 2020 el Pleno del Consejo Nacional Electoral (CNE) resolvió la inscripción del binomio de Construye, conformado por Juan Fernando Velasco y Ana María Pesantes, luego de negar el recurso de objeción en contra de la fórmula presidencial y tras analizar que los ciudadanos cumplieron con los requisitos reglamentarios y constitucionales para su registro.

## Discografía
- 1999: Para Que No Me Olvides
- 2002: Tanto Amor
- 2005: Juan Fernando Velasco En Vivo
- 2006: A Tu Lado
- 2010: Con Toda El Alma
- 2012: A contratiempo
- 2015: Misquilla
- 2022: POPular

## Premios y reconocimientos
- Ganador del premio Emmy a mejor canción (Yo nací aquí)
- 2 nominaciones a los Premios Grammy Latin.
- 1 nominación a los Premios MTV Latinoamérica
- 1 Premio Made in Ecuador al artista la excelencia.